# Juan Gabriel Vásquez
Juan Gabriel Vásquez Velandia (Bogotá, 1 de enero de 1973) es un escritor colombiano. Considerado uno de los novelistas latinoamericanos más importantes de su generación, Vásquez también se ha destacado como periodista y traductor. Hasta la fecha ha publicado siete novelas, dos volúmenes de cuentos y dos libros de ensayos. Su novela más conocida es El ruido de las cosas al caer, por la que recibió, entre otras distinciones, el Premio Alfaguara de Novela y el Premio Literario Internacional IMPAC de Dublín. Otros importantes reconocimientos incluyen el Premio Roger Caillois, por el conjunto de su obra, y la condecoración de la Orden de Isabel la Católica, concedida por el Rey de España. Vásquez, quien reside en Bogotá, ha vivido en París, las Ardenas belgas y Barcelona. Sus novelas se publican actualmente en 28 lenguas.

## Biografía y carrera literaria[1][2][3]

### Primeros años y estudios en Bogotá
Juan Gabriel Vásquez nace el 1 de enero de 1973 como hijo de dos abogados, Alfredo Vásquez y Fanny Velandia. Crece en una familia de lectores y empieza a escribir muy temprano, publicando cuentos en publicaciones escolares desde los ocho años. Vásquez suele contar que a los nueve años su padre le hizo traducir del inglés una biografía del futbolista Pelé. Durante la adolescencia, descubre la literatura anglosajona y las novelas del boom latinoamericano, especialmente a Gabriel García Márquez y a Mario Vargas Llosa.
Siguiendo la tradición familiar, en 1990 Vásquez comienza a estudiar Derecho en la Universidad del Rosario en el centro histórico de Bogotá. Desde el primer año, cuando una materia le aburre –es decir, cuando la materia se aparta de la idea humanista del derecho− se sienta en la última fila para leer a escondidas. En esa época empieza a frecuentar las librerías de segunda del centro de Bogotá, la Casa de Poesía Silva donde muchos años después situaría una de las escenas cruciales de El ruido de las cosas al caer  y los sitios históricos relacionados con la vida y muerte de Jorge Eliécer Gaitán, el político liberal asesinado en 1948 que llegaría a desempeñar un papel importante en Los informantes y, más aún, La forma de las ruinas. Mientras tanto, lee con voracidad a los autores latinoamericanos −además de los ya mencionados, descubre a Jorge Luis Borges, Julio Cortázar y Carlos Fuentes− y empieza a participar en concursos de cuento para escritores noveles: en 1993 sale finalista en el Concurso Nacional de Cuento Universidad Externado de Colombia y el Concurso Nacional de Cuento Germán Vargas, ambos convocados en Bogotá; en 1995 es finalista, con uno de los primeros borradores de Persona, del Concurso Internacional de Novela Corta Ciudad de Barbastro; y en 1996, a punto de terminar la carrera de Derecho, gana el Concurso Nacional Metropolitano de Cuento en Barranquilla con un relato llamado “La esposa de Filipo”.
De este modo, la vocación literaria de Vásquez empieza a cobrar cuerpo durante la carrera de Derecho. Sin embargo, nunca abandona los estudios. A mediados de 1996 se gradúa con una tesis titulada La venganza como prototipo legal en la Ilíada, que la misma Universidad del Rosario publicaría años más tarde.

### El periodo parisino (1996-1998)
Días después de recibir su diploma como abogado de la Universidad del Rosario, Vásquez viaja a París para hacer estudios de doctorado en literatura latinoamericana en la Universidad de La Sorbona. En realidad, sueña con convertirse en novelista, y escoge París porque allí vivieron y escribieron varios de los autores a los que admira, tanto los latinoamericanos del boom como los estadounidenses de la Generación perdida. Sólo años después comprendería que había también otro motivo, más inconsciente, para salir de Colombia: la violencia y el clima de terror que reinaban en el país desde los años ochenta. 
Durante los primeros meses en París Vásquez termina la redacción de la que será su primera novela, Persona (1997). La publica en marzo de 1997, a los veinticuatro años, en la editorial bogotana Magisterio. La novela breve, que se desarrolla en Florencia, acusa la influencia del modernismo anglosajón, y en particular Virginia Woolf, a la cual Vásquez siempre se ha sentido muy próximo. Después de los estudios de doctorado, Vásquez renuncia a escribir la tesis para concentrarse en la escritura de ficción. Así nace, también en París, su segunda novela, Alina suplicante (1999), en la que intenta insertar una situación trágica por excelencia –un incesto– en una familia colombiana contemporánea. La acción de la novela se divide entre París y Bogotá. 
En repetidas ocasiones Vásquez ha manifestado su descontento con sus dos primeros libros, que le parecen “aprendizajes” y que se ha negado a reeditar después. Ambas son novelas breves de corte intimista, pero tienen muy poco en común. Vásquez ha dicho que incluso antes de publicar Alina suplicante, la insatisfacción que sentía con el trabajo realizado hasta entonces lo lanzó a una fuerte crisis. Este estado de desorientación personal lo lleva a irse de París a comienzos de 1999.

### La temporada en las Ardenas (1999)
Tanto a nivel profesional como a nivel personal, 1999 resulta ser un año crucial para Vásquez. Más importante que la publicación de Alina suplicante en la primavera de ese año, es la inclusión de un cuento suyo, 'El mensajero', en la antología Líneas aéreas (Lengua de Trapo), que se considera como uno de los principales pronósticos de lo que sería la literatura hispanoamericana del siglo veintiuno. Con lo cual, a sus escasos veintiséis años, Vásquez se convierte oficialmente en una de las promesas de la nueva narrativa hispoanoamericana. Mientras tanto el joven escritor ya ha dejado París. Entre enero y septiembre de 1999 vive cerca de Xhoris, un pequeño pueblo de la zona valona de Bélgica. Lo acoge una pareja mayor en su casa de campo de las Ardenas. Allí Vásquez vive una etapa cuya importancia ha subrayado con frecuencia. Lee la obra de novelistas que lo marcarían, como Joseph Conrad, V.S. Naipaul y Javier Marías, y también la de cuentistas como Alice Munro. Al mismo tiempo, se sumerge en la vida campestre: monta a caballo y sale a cazar y pescar con los aldeanos. Sus experiencias y observaciones durante esa temporada se convertirían en la base de su próximo libro, la colección de cuentos Los amantes de Todos los Santos (2001). 
En octubre de 1999 Vásquez se casa con Mariana Montoya. En vísperas del nuevo milenio, la pareja decide instalarse en Barcelona. En retrospectiva, Vásquez invocaría tres motivos para escoger ese destino: el vínculo entre Barcelona y el Boom, las oportunidades editoriales que ofrecía la ciudad y el espíritu abierto con que se estaba recibiendo la nueva literatura latinoamericana en España.

### Los años en Barcelona (1999-2012)
En el año 2000 Vásquez comienza a trabajar como redactor en Lateral, una revista barcelonesa independiente que se publicó entre 1994 y 2006. Bajo la dirección del húngaro Mihály Dés, la revista aglutina a una generación de escritores internacionales que comienza a despuntar: el francés Mathias Énard, los catalanes Jordi Carrión, Juan Trejo y Robert Juan-Cantavella, y el ecuatoriano Leonardo Valencia, entre otros. En la redacción suelen ser visitantes el mexicano Juan Villoro y el chileno Roberto Bolaño. En suma, se trata de un ambiente estimulante para un joven que empieza a abrirse paso en la literatura. 
Mientras trabaja en Lateral, Vásquez empieza a escribir los relatos que integrarían Los amantes de Todos los Santos. Son relatos basados en sus experiencias de los años que pasó en Francia y Bélgica, claramente inscritos en la tradición del cuento realista. El libro se publica en Colombia en la editorial Alfaguara en abril de 2001 y, aunque es bien recibido, evocando comparaciones con Raymond Carver, los críticos no dejan de extrañarse de que un autor colombiano escriba un libro con personajes belgas o franceses. Las pocas reseñas que aparecen en España elogian las “sutilezas de narrador centroeuropeo" del libro y hablan de la influencia de Borges y Hemingway. De aquí en adelante Vásquez considerará Los amantes de Todos los Santos como su primer libro maduro.
Durante los primeros años en Barcelona Vásquez empieza a trabajar también como traductor. Así, se encarga de la primera traducción publicada en España de Hiroshima, de John Hersey (Turner, 2001). En 2002 deja la revista Lateral y se dedica a la traducción, al periodismo y a diversos trabajos por encargo para ganarse la vida: escribe informes de lectura para las editoriales de Barcelona y reseñas de libros para El Periódico de Catalunya, sobre todo. Por invitación del editor catalán Pere Sureda, comienza a traducir para las editoriales del Grup 62 de Barcelona. De esta época son sus traducciones de El último día de un condenado a muerte, de Victor Hugo (La Medianoche) y Viajes de entreguerras, de John Dos Passos (Península). En 2003, el crítico y editor colombiano Conrado Zuluaga encarga a Vásquez una breve biografía de Joseph Conrad para una colección que dirige en la editorial colombiana Panamericana. El resultado es El hombre de ninguna parte (2004), un libro que sería la semilla de una novela posterior, Historia secreta de Costaguana (2007).
Mientras realiza esos trabajos varios, Vásquez escribe la que consideraría su primera novela: Los informantes. Durante la última fase de escritura, en 2003, Vásquez firma con la agencia literaria Casanovas & Lynch. Los informantes se publica en 2004 en la editorial Alfaguara, tanto en Colombia como en España. Su recepción crítica es extraordinaria. Se señala la influencia de Philip Roth, que Vásquez siempre ha reconocido, al mismo tiempo que se elogia su ambición y su originalidad en el panorama de las nuevas generaciones latinoamericanas. Los informantes le abre a Vásquez un espacio en el mundo literario español. Cuatro años después comenzaría a traducirse, alcanzando en poco tiempo una docena de lenguas. En Inglaterra, la novela queda finalista del Independent Foreign Fiction Prize el año en que otro colombiano, Evelio Rosero, se alza con el premio por su novela Los ejércitos. En Colombia, la Revista Semana la escoge como una de las novelas más importantes publicadas desde 1981. La novela sería elogiada por escritores como John Banville y Mario Vargas Llosa, entre otros. Su publicación en Estados Unidos en 2009 tiene una recepción inusual para un escritor latinoamericano. En el New York Times, Larry Rohter escribe: “La carrera de Vásquez despega de manera notable”. Jonathan Yardley, el respetado crítico del Washington Post, dice que es “el mejor libro de ficción que se me ha cruzado en el camino desde 2005”.

En septiembre de 2005, en Bogotá, nacen sus hijas gemelas Martina y Carlota. Vásquez les dedicaría su siguiente novela, publicada en 2007: Historia secreta de Costaguana. La novela, construida sobre una especulación (un posible viaje de Joseph Conrad a Colombia), afianza la reputación de Vásquez. Entabla un diálogo con la vida y obra de Conrad, en particular su novela Nostromo, y con la historia colombiana del siglo XIX, especialmente la construcción del Canal de Panamá. Su narrador tiene un tono picaresco y sarcástico. Se dirige constantemente al lector e incluso se permite anacronismos. La figura de este narrador se convierte en objeto de debate entre los críticos. En uno de los textos sobre la novela, el escritor Pablo Montoya dice:
Luis Fernando Afanador, otro reseñador renombrado, llega hasta decir que la novela ganaría en contundencia si se eliminara el permanente diálogo del narrador con el lector. Evidentemente, atender estas consideraciones significaría atentar contra uno de los pilares que sostienen la novela: su intención lúdica. Las reseñas que se hicieron en España, en cambio, celebraron las audacias técnicas de la narración. Ellas ven en Historia secreta de Costaguana, y así lo precisan Jean-François Fogel, Juan Marsé y Enrique Vila-Matas, un poderoso diálogo no sólo entre el narrador y el lector, sino entre la ficción novelesca y la historia.

Historia secreta de Costaguana es también un comentario indirecto a la relación que Vásquez tiene con la obra de Gabriel García Márquez. Se trata de un asunto sobre el que ha vuelto muchas veces defendiéndose de la idea de influencia. En una de sus columnas en el Espectador escribe:
Ese derecho a mezclar impunemente las tradiciones y las lenguas —a buscar sin complejos la contaminación, a romper con las apolilladas lealtades nacionales o lingüísticas que atormentaban hasta hace muy poco a los escritores colombianos— es, quizás, el gran legado de García Márquez. […] Cien años de soledad es un libro que se puede admirar infinitamente, pero cuyas enseñanzas son difícilmente aplicables (la prueba es lo que les sucede a sus imitadores). Así que repito aquí lo que ya he dicho en otra parte: ningún escritor colombiano que tenga un mínimo de ambición se atrevería a seguir por los caminos ya explorados por la obra de García Márquez; pero ningún escritor con dos dedos de frente despreciaría las puertas que esa obra nos ha abierto, las libertades que nos ha heredado.

En 2007 Vásquez es incluido en Bogotá 39, un proyecto del Hay Festival que reúne a los más notables escritores latinoamericanos menores de 39 años. Ese mismo año comienza a escribir columnas de opinión para el diario El Espectador, de Colombia. En sus columnas es muy crítico de los gobiernos de Álvaro Uribe en Colombia y de Hugo Chávez en Venezuela. Sus posiciones políticas defienden la libertad como valor supremo y un modelo de sociedad abierta, laica y liberal. En una entrevista asegura:
Para mí sigue siendo pertinente que un novelista participe en el debate social. O un filósofo, si quieres, pero alguien que piensa la realidad en términos morales. Los políticos no suelen hacerlo, y menos en mi país. Los grandes debates, sobre la legalización de la droga, sobre el matrimonio homosexual, sobre el aborto, los políticos nunca son capaces de llevarlos al terreno de la discusión moral, que es donde deben resolverse. Los llevan al terreno de la discusión religiosa, los llevan al terreno de la discusión política, en el sentido más banal de la palabra, pero raras veces intentan comprender esas cosas desde el punto de vista humano. ¿A quién estamos haciendo daño, qué vidas estamos destruyendo o afectando seriamente con una decisión? Eso no se trata.
En 2008 Vásquez publica una recopilación de ensayos literarios, El arte de la distorsión. Con el texto que da el título al libro, publicado previamente en la revista colombiana El Malpensante, Vásquez había ganado el Premio de Periodismo Simón Bolívar en la categoría de ensayo. Ese mismo año Vásquez es invitado a la Fundación Santa Maddalena, un retiro para escritores situado en la Toscana. Allí emprende la redacción de su novela El ruido de las cosas al caer.
 

Publicada en abril de 2011, El ruido de las cosas al caer gana el Premio Alfaguara y se convierte en uno de los libros colombianos más significativos de las últimas décadas. El escritor colombiano Héctor Abad Faciolince destaca la voz narrativa de la novela y la considera “el objeto verbal mejor logrado que he leído en toda la literatura colombiana de los últimos tiempos”. La novela despierta el mismo entusiasmo en los países donde aparece en traducción. En Italia gana el Premio Gregor von Rezzori-Città di Firenze; con la traducción inglesa, Vásquez se convierte en el primer latinoamericano y el segundo autor de lengua española en ganar el IMPAC International Dublin Literary Award, que previamente habían obtenido autores como Orhan Pamuk, Herta Müller y Javier Marías; la traducción francesa contribuye a que Vásquez merezca el Prix Roger Caillois al conjunto de su obra; en Estados Unidos, la novela es portada del New York Times Book Review y Lev Grossman, en la revista Time, escribe que a Vásquez
Lo comparan con frecuencia con Roberto Bolaño, otro escritor latinoamericano en plena huida del realismo mágico. […] Como Bolaño, Vásquez es un estilista magistral y un virtuoso del ritmo paciente y las estructuras intrincadas, y utiliza la novela para los mismos fines que lo hacía Bolaño: para cartografiar el daño profundo que causan en el mundo la codicia y la violencia y para conceder que ni siquiera el amor puede repararlo.

### El regreso a Bogotá (2012)

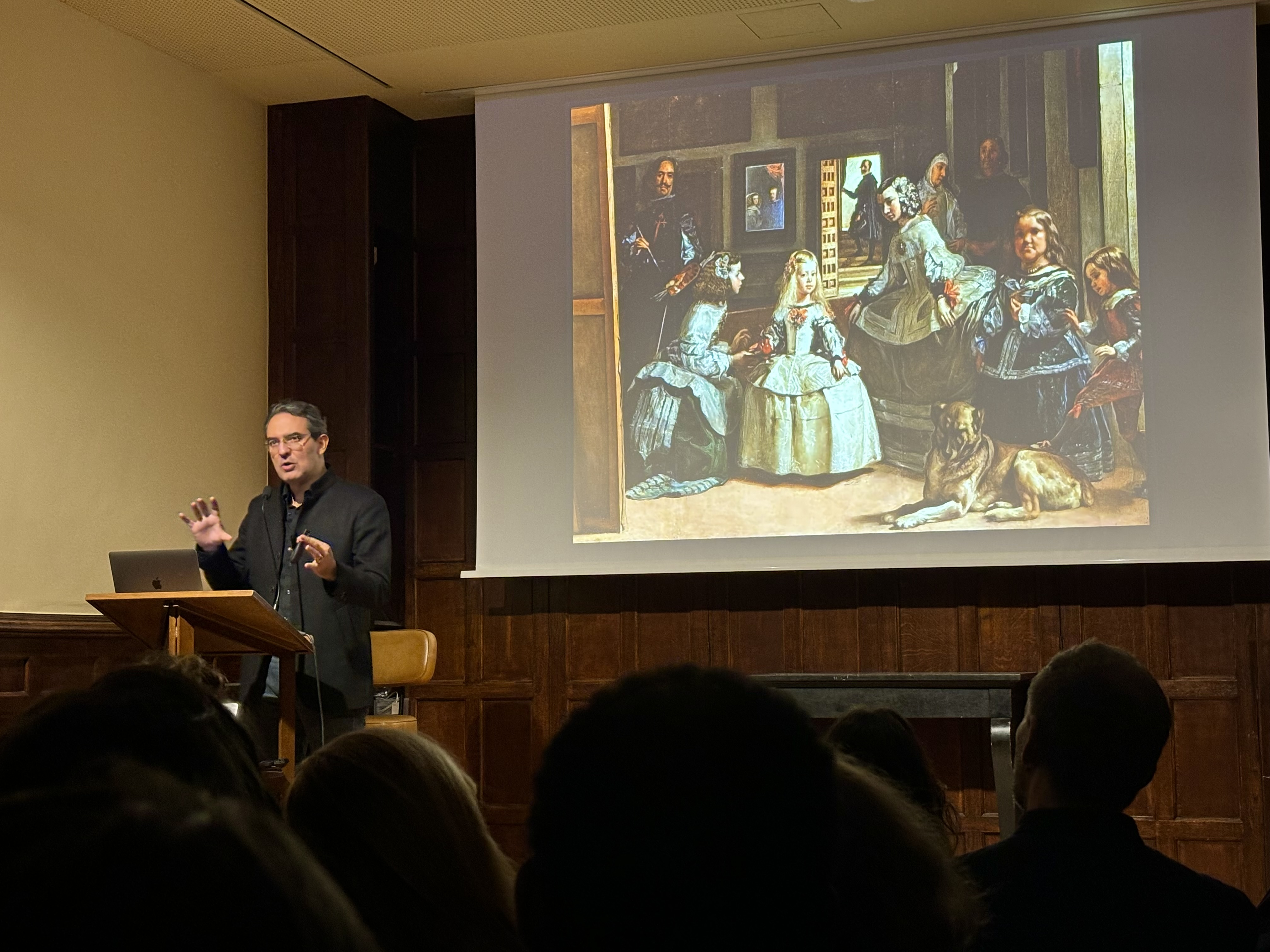
Vásquez durante una conferencia en París, 2023.

En 2012, tras vivir dieciséis años en Europa, Vásquez regresa a Colombia. Se instala con su familia en Bogotá. Este año gana por segunda vez el Premio Simón Bolívar, esta vez en la categoría de Entrevista, por una conversación con el escritor norteamericano Jonathan Franzen publicada en la revista colombiana El Malpensante. Al año siguiente es recibido como escritor residente por la Universidad de Stanford, en California, Estados Unidos. Allí termina la novela breve Las reputaciones, la historia de un caricaturista político, que se publica en abril de 2013. La novela gana el Premio Real Academia Española, el Premio Arzobispo Juan de San Clemente, el Premio Casa de América Latina de Lisboa y el Prix Carbet des Lycéens en Martinica. Tras la publicación en Estados Unidos, The New York Review of Books considera que es la novela más “inteligente y persuasiva” de Vásquez. La crítica se titula “Similar a Conrad en Colombia”:
Con su libro de relatos belgas y sus cinco novelas colombianas, Vásquez ha acumulado una obra impresionante, una de las más impactantes que hayan surgido en Latinoamérica en lo que va del siglo. […] Como las mejores novelas de Conrad, las de Vásquez están tensamente escritas: cada línea está cargada de observaciones y análisis agudos. En esto también recuerda a Borges, aunque de una forma más terrenal y no metafísica.
En agosto de 2014 Vásquez abandona su columna semanal en El Espectador, pero no deja de ejercer el periodismo de opinión. Sigue escribiendo ocasionalmente para el mismo periódico y también para El País, de Madrid, y The Guardian, de Londres. En esas tribunas aparece con frecuencia para defender el proceso de paz colombiano y la necesidad de poner punto final a la guerra que ha asolado su país durante las últimas décadas.

En 2015 aparece La forma de las ruinas. Es su obra más compleja formalmente, pues mezcla diversos géneros para explorar las consecuencias de dos asesinatos que han marcado la historia y el presente colombianos: los de Rafael Uribe Uribe (1914) y Jorge Eliécer Gaitán (1948). La novela es muy bien recibida tanto en Colombia como fuera de ella. Juan David Correa dice en la revista colombiana Arcadia: “Entre el thriller, la indagación histórica y la tradición literaria, Vásquez consigue mantener el ritmo en una novela larga, compleja, que no le hace concesiones a nadie”. El propio escritor dice: 
Creo que sí, que La forma de las ruinas es, de lejos, el reto más difícil que me ha tocado hasta ahora. En parte, eso se debe a todo lo que la novela trata de hacer al mismo tiempo: es una autobiografía, una exploración histórica, una novela policial, una teoría de la conspiración, una meditación sobre lo que somos como país… Tuve que escribir 26 versiones distintas para descubrir la que mejor le convenía al libro. Mejor dicho: la que era capaz de reunirlo todo y meterlo en una misma trama.
Con la comedia, Vásquez se convierte en el primer hispanoamericano en ganar el Premio Literário Casino da Póvoa de Portugal.
En 2016 Vásquez traduce para la editorial barcelonesa Navona una de sus novelas predilectas, El corazón de las tinieblas, de Joseph Conrad. La misma traducción se publica en Angosta Editores, editorial colombiana que dirige el escritor Héctor Abad Faciolince.
En febrero de 2017, Vásquez es invitado por la Universidad de Berna para ocupar la cátedra Friedrich Dürrenmatt. El resultado de esos cursos es una colección de ensayos alrededor del arte de la novela: Viajes con un mapa en blanco. El libro se publica en noviembre de ese mismo año. 
En 2018 sale a la luz, diecisiete años después de Los amantes de Todos los Santos, la segunda colección de cuentos de Vásquez, Canciones para el incendio.
En 2020 publicó la novela Volver la vista atrás, que narra una parte de la vida del cineasta colombiano Sergio Cabrera y su familia. En 2021, la novela recibió el Premio Bienal de Novela "Mario Vargas Llosa", con un jurado que declaró la novela como ganadora de manera unánime.
Durante una entrevista con Los Danieles a principios de 2024, coincidiendo con su reciente nombramiento como miembro de la Academia Colombiana de la Lengua, el autor reveló estar en proceso de redactar un libro que destaca la figura de la escultora colombiana Feliza Bursztyn.

## Obras

### Novelas
- Persona, Magisterio, 1997
- Alina suplicante, Norma, 1999
- Los informantes, Alfaguara, 2004
- Historia secreta de Costaguana, Alfaguara, 2007
- El ruido de las cosas al caer, Alfaguara, 2011. Premio Alfaguara de Novela 2011
- Las reputaciones, Alfaguara, 2013
- La forma de las ruinas, Alfaguara, 2015
- Volver la vista atrás, Alfaguara, 2020. Premio Bienal de Novela Mario Vargas Llosa 2021
- Los nombres de Feliza, Alfaguara, 2024

### Colecciones de cuento
- Los amantes de Todos los Santos, Alfaguara, 2001 
  - "El regreso", "Los amantes de Todos los Santos", "El inquilino", "En el café de la République", "La soledad del mago", "Lugares para esconderse" y "La vida en la isla de Grimsey"
- Canciones para el incendio, Alfaguara, 2018

### Biografía
- Joseph Conrad. El hombre de ninguna parte, Panamericana, 2004

### Ensayo
- El arte de la distorsión, Alfaguara, 2009
- La venganza como prototipo legal alrededor de La Ilíada, Ediciones Universidad de Nuestra Señora del Rosario, 2011[30]
- Viajes con un mapa en blanco, Alfaguara, 2017
- La traducción del mundo, Alfaguara, 2023

### Poesía
- Cuaderno de septiembre, Visor, 2022

### Periodismo
- Los desacuerdos de paz. Artículos y conversaciones (2012-2022), Alfaguara, 2023

## Premios y distinciones
- Finalista del Independent Foreign Fiction Prize en Reino Unido por Los informantes.
- Premio Qwerty al mejor libro de narrativa en castellano, Barcelona, 2007, por Historia secreta de Costaguana .
- Premio Fundación Libros & Letras al mejor libro de ficción (Bogotá) 2007 por Historia secreta de Costaguana.
- Premio Nacional de Periodismo Simón Bolívar, Colombia, 2007, por el ensayo "El arte de la distorsión".
- Premio Alfaguara de Novela 2011 por El ruido de las cosas al caer.
- Premio Roger Caillois 2012, Francia, por el conjunto de su obra
- Premio Nacional de Periodismo Simón Bolívar, Colombia, 2012, por "Una charla entre pájaros", una entrevista con Jonathan Franzen.
- Premio Gregor von Rezzori 2013, Italia, por El ruido de las cosas al caer.
- Finalista del 1.er Premio Bienal de Novela Mario Vargas Llosa por Las reputaciones, Lima, Perú, 2014.
- Premio Literario Internacional IMPAC de Dublín 2014, Irlanda, por El ruido de las cosas al caer.
- XX Premio Literario San Clemente, España, por Las reputaciones.
- Premio Real Academia Española (RAE) 2014, por Las reputaciones.[31]
- Finalista del II Premio Biblioteca de Narrativa Colombiana, Universidad Eafit, Colombia, por La forma de las ruinas, 2015
- Finalista del 2º Premio Bienal de Novela Mario Vargas Llosa por La forma de las ruinas, Lima, Perú, 2016.
- Ganador de Le Prix Carbet des Lycéens 2016, Martinica, por Las reputaciones.[32]
- Chevalier de l'Ordre des Arts et des Lettres, Francia, 2016.
- Ganador al mejor libro publicado en Portugal, otorgado por la Casa de América Latina de Portugal, 2016, por la novela Las reputaciones.[33]
- Premio Literário Casino da Póvoa 2018, Portugal, por La forma de las ruinas
- Cruz Oficial de la Orden de Isabel la Católica, España, 2018.
- Finalista del Premio International Booker, Reino Unido, por la traducción de La forma de las ruinas, 2019
- Ganador del VI Premio Biblioteca de Narrativa Colombiana, Universidad EAFIT, Colombia, por Canciones para el incendio, 2019
- Ganador del 4º Premio Bienal de Novela Mario Vargas Llosa por Volver la vista atrás, Guadalajara, México, 2021.[28]
- Ganador ex aequo en el XVI Premio de Novela Europea Casino de Santiago 2023 por Volver la vista atrás.
- Premio Cálamo (categoría Extraordinario) 2024, por su trayectoria literaria.[34]